# قائمة إصدارات عالم المعرفة (501-750)
هذه قائمةٌ تخصُّ سلسلة إصدارات كتب عالم المعرفة التي تتراوح أرقامها بين 501 و 750. وعالم المعرفة هي سلسلة كتب شهرية ثقافية تصدر عن المجلس الوطني للثقافة والفنون والآداب في الكويت في مطلع كل شهر ميلادي. صدر العدد الأول في شهر يناير من العام 1978م وفي حين صدر العدد الأخير، وحمل الرقم 503، في شهر فبراير 2023م.
تشمل السلسلة مواضيع ثقافية متنوعة منها علوم الاجتماع مثل التاريخ والجغرافية والاقتصاد والعلوم التطبيقية مثل علم الفلك، والفنون والفلسفة وغير ذلك من مواضيع المعارف البشرية. ويكون موضوع العمل على شكل دراسة مضمنة في كتاب، إِما أن يكون مكتوباً بالأساس باللغة العربية على يد باحثٍ عربي مختص في المجال أو مُترجماً على يد مترجم واحد أو أكثر عن أصل أجنبي، وغالباً ما يكون الأصل مكتوباً باللغة الإنكليزية، ولكن السلسلة نشرت تراجم لكتب مكتوبة بلغات أصلية أخرى مثل الفرنسية والألمانية.
تنشر السلسلة كتاباً جديداً في كل بداية شهر، ولكن في بعض الأحيان يُعاد نشر كتاب منشور سابقاً بطبعة جديدة، من الكتب التي طُبعت أكثر من مرة كتاب تراث الإسلام لجوزيف شاخت وكتاب حكمة الغرب لبرتراند راسل وكتاب الحضارة لحسين مؤنس وكتاب التفكير العلمي لـفؤاد زكريا.
تعرضت السلسلة خلال أكثر من 40 عام إلى ثلاثة انقطاعات: أما الأول فقد بدأ من شهر أغسطس 1990 وكانت السلسلة عند العدد رقم 152، واستمر لغاية شهر سبتمبر 1991، وكان بسبب الغزو العراقي للكويت، وأما الثاني فكان لمدة عام أيضاً وامتد بين يونيو 2010 ويونيو 2011. وأمَّا الثالث فقد بدأ في شهر أبريل 2020 واستمر حتى يوليو 2021م.

## 600-501
| الرقم التسلسلي                               | صورة الغلاف | اسم الكتاب | اسم المؤلف                                     | تاريخ الإصدار | ترجمة/تحرير                   | معرف الكتاب          | المرجع |
| -------------------------------------------- | ----------- | --- | ---------------------------------------------- | ------------- | ----------------------------- | -------------------- | ------ |
| 501                                          |             | التفكير العلمي | فؤاد زكريا                                     | ديسمبر 2022   | -                             | (ردمك 9789990607277) | [ 1 ]  |
| 502                                          |             | تشكيل العلاقات الدولية العالمية: أصول حقل العلاقات الدولية وتطوره في ذكراه المئوية (بالإنجليزية: The Making of Global International Relations: Origins and Evolution of IR at Its Centenary) | أميتاف أتشاريا، باري بوزان                     | يناير 2023    | ترجمة: عمار بو عشة            | (ردمك 9789990607284) | -      |
| 503                                          |             | نهاية النسيان: التنشئة بين وسائط التواصل الاجتماعي (بالإنجليزية: The End of Forgetting: Growing Up With Social Media)                                                                        | كيت إيكورن                                     | فبراير 2023   | المترجم: عبد النور خراقي      | (ردمك 9789990607314) | -      |
| 504                                          |             | التفكير الكارثي: الانقراض وقيمة التنوع من داروين إلى الأنثروبوسين (بالإنجليزية: Catastrophic Thinking: Extinction and the Value of Diversity from Darwin to the Anthropocene)                | ديفيد سيبكوسكي [الإنجليزية]                    | مارس 2023     | المترجم: إيهاب عبد الرحيم علي | (ردمك 9789990607321) | -      |
| 505                                          |             | زمن الغضب: تأريخ الحاضر (بالإنجليزية: Age of Anger: A History of the Present) | بانكاج ميشرا                                   | أبريل 2023    | المترجم: معاوية سعيدوني       | (ردمك 9789990607345) | -      |
| 506                                          |             | البيئة: تاريخ الفكرة (بالإنجليزية: The Environment: A History of the Idea) | بول وورد، ليبي روبن، سفوركر سورلن [الإنجليزية] | مايو 2023     | المترجم: سعيد منتاق           | (ردمك 9789990607369) | -      |
| توقف إصدار السلسلة بين مايو 2023 ويناير 2024 |             | |                                                |               |                               |                      |        |
| 507                                          |             | العدالة والحرية في فجر النهضة العربية الحديثة | عزت عبد الرحيم قرني                            | يناير 2024    | -                             | (ردمك 9789990607376) | -      |
| 508                                          |             | الفينيقيون اختراع أُمّة (بالإنجليزية: In Search of the Phoenicians) | جوزيفين كراولي كوين                            | فبراير 2024   | المترجم: مصطفى قاسم           | (ردمك 9789990607420) | -      |
| 509                                          |             | نهضة الرواية الأفريقية: طرائق اللغة والهوية والنفوذ (بالإنجليزية: The Rise of the African Novel: Politics of Language, Identity, and Ownership)                                              | موكوما وانجوجي [الإنجليزية]                    | مارس 2024     | المترجم: صديق محمد جوهر       | (ردمك 9789990607512) | -      |
| 510                                          |             | إعادة تصميم الحياة: كيف سيغير تحرير الجينوم العالم؟ (بالإنجليزية: Redesigning Life: How genome editing will transform the world)                                                             | جون بارينجتون                                  | أبريل 2024    | المترجم: ليلى الموسوي         | (ردمك 9789990607529) | -      |
| توقف إصدار السلسلة بين أبريل ونوفمبر 2024    |             | |                                                |               |                               |                      |        |
| 511                                          |             | السِّرب البشري: كيف تنشأ مجتمعاتنا وتزدهر وتسقط (الجزء الأول) (بالإنجليزية: The Human Swarm: How Our Societies Arise, Thrive, and Fall)                                                        | مارك موفيت [الإنجليزية]                        | نوفمبر 2024   | المترجم: نايف الياسين         | (ردمك 9789990607574) | -      |
| 512                                          |             | السِّرب البشري: كيف تنشأ مجتمعاتنا وتزدهر وتسقط (الجزء الثاني) (بالإنجليزية: The Human Swarm: How Our Societies Arise, Thrive, and Fall)                                                       | مارك موفيت [الإنجليزية]                        | ديسمبر 2024   | المترجم: نايف الياسين         | (ردمك 9789990607567) | -      |
| توقف إصدار السلسلة منذ ديسمبر 2024           |             | |                                                |               |                               |                      |        |

### فهرس المراجع العربية
1. ↑  فؤاد زكريا (1 ديسمبر 2022). التفكير العلمي. عالم المعرفة (501) (ط. 2). مدينة الكويت: المجلس الوطني للثقافة والفنون والآداب. ISBN:978-99906-0-727-7. QID:Q116201743.